# جملة الحالات

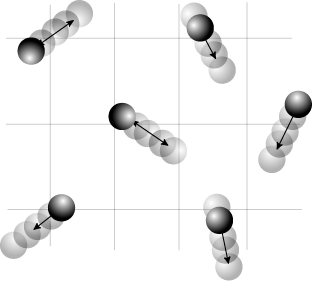

جملة الحالات  في الفيزياء و الفيزياء الإحصائية بالذات (بالإنجليزية: Partition function ) خاصية إجماية نظام ترمويناميكي يمكن بواسطتها استنباط عدد كبير من الخصائص المكونة له . عندما يكون عدد الجزيئات N في النظام كبير جدا (وقد تكون مختلفة الأنواع) فيمكن اعتبار النظام «متواصلا» وبالتالي يمكن الاستعاضة عن جملة الحالات بتكاملات الحالات .

## جملة الحالات الصغرية
نستعين بجملة الحالات لوصف نظام معزول له طاقة داخلية 
({\displaystyle U})
ثابتة ، وحجمه 
({\displaystyle V}) وبه عدد ({\displaystyle N}) من الجزيئات في حالة توازن حراري ومعزولا عن الخارج . وتختص جملة الحالات الصغرية هنا بحصر حالات عدد صغير من اجزيئات وتوزيعها (ثم تأتي بعد ذلك دراسة حالة نظام يحتوي على عدد كبير جدا من الجزيئات ) .
ونستنبط جملة الحالات الصغرية 
({\displaystyle Z_{\mathrm {m} }(U,N,V)} 
من عدد الحالات الصغرية 
{\displaystyle \psi } الموجودة في نظام مغلق عند طاقة داخلية {\displaystyle U}, و عدد الجزيئات 
{\displaystyle N} والحجم {\displaystyle V} (وربما بعض الخصائص الداخلية الأخرى) ، فتكون الطاقة الكلية ( {\displaystyle E_{\psi }(N,V} 
أصغر من أو مساوية للطاقة 
{\displaystyle U} :
{\displaystyle Z_{\mathrm {m} }(U,N,V)=\!\!\!\sum _{E_{\psi }(N,V)\leq U}\!\!\!1.}
فإذا كان النظام في حالة توازن حراري (إنتروبيا في نهاية عظمى) ، فيكون احتمال وجود أحد الحالات الصغرية {\displaystyle \psi } :
{\displaystyle P(\psi |U,N,V)={\begin{cases}{\frac {1}{z_{\mathrm {m} }(U,N,V)}}&{\mbox{if }}E_{\psi }(N,V)=U,\\0&{\mbox{,others.}}\\\end{cases}}}
وتعني هنا 
({\displaystyle z_{\mathrm {m} }(U,N,V} عدد الحالات ذات طاقة 
{\displaystyle E_{\psi }} مساوية {\displaystyle U} :
{\displaystyle z_{\mathrm {m} }(U,N,V)=\!\!\!\sum _{E_{\psi }(N,V)=U}\!\!\!1.}
في الميكانيكا التقليدية ندرس كثيرا أنظمة تتغير حالتها الصغرية باستمرار. مثال على ذلك دراسة الحركة في الغاز ، وفيها نجد أن جزيئات الغاز له ستة درجات حرية أي أن الغاز الذي يحتوي على عدد N يمكن وصفه بأن له عدد {\displaystyle 6N} 
من الإحداثيات : منها 
{\displaystyle 3N} إحداثيات الموضع (س ، ص ، ع) ،وعدد {\displaystyle 3N} لزخم الحركة 
(مركبة في الاتجاه السيني، ومركبة في الاتجاه الصادي ، ومركبة في الاتجاه العيني) .
مع اعتبار q (الموضع واحداثياتة س ، ص ، ع) و p (زخم الحركة وإحداثياته الثلاث) .
نجد أن كل نقطة 
{\displaystyle (p,q)}
في فضاء الإحداثيات ويسمى أحيانا Gamma-space تمثل حالة من حالات النظام حيث تبلغ الطاقة 
({\displaystyle E_{\psi }=H(p,q,N,V} حيث 
({\displaystyle H(p,q,N,V} 
هي دالة هاميلتون للنظام الذي يحتوي على العدد N من الجزيئات وحجمه V .
ونظرا لأن الطاقة ثابتة في نظامنا الصغري فهو نظام معزول ، تكون الحالات المتكونة في فضاء جاما سطحا منحنيا ، يمكن للنظام التحرك عليه . وتكون جملة الحالات لمثل ذلك الغاز هو الحجم الذي يشغل المساحة المنحنية 
{\displaystyle H(p,q,N,V)=U}
والتي يمكن تمثيلها بتكامل للحالات :

{\displaystyle Z_{\mathrm {m} }(U,N,V)\;=\!\!\!\!\!\int \limits _{H(p,q,N,V)\leq U}\!\!\!\!\!{\frac {d^{3N}p\;d^{3N}q}{h^{3N}N!}}.}
ويكون احتمال وجود الغاز في حالة معينة بالقرب من 
{\displaystyle (p,q)} مساويا ل:
{\displaystyle dP(p,q|U,N,V)={\frac {1}{z_{\mathrm {m} }(U,N,V)}}\delta (U-H(p,q,N,V)){\frac {d^{3N}p\;d^{3N}q}{h^{3N}N!}}}
مع
{\displaystyle z_{\mathrm {m} }(U,N,V)={\frac {\partial }{\partial U}}Z_{m}(U,N,V)}
ودالة ديراك Dirac δ-Function .

## جملة الحالات عند درجة حرارة ثابتة
تتحدد الخواص الكلية لنظام ليس بالطاقة التي يحتويها و إنما تعتمد على درجة الحرارة (ترموديناميك) . وتعرف جملة الحالات بالمعادلة الآتية (أنظر توزيع بولتزمان):
{\displaystyle Z_{k}(N,V,T)=\sum _{i}\mathrm {e} ^{-{\frac {E_{i}}{k_{\mathrm {B} }T}}}.}
ويكون احتمال وجود الحالة الصغرية 
{\displaystyle i} في النظام (الحالة i ينتمي إليها الطاقة E_i للجزيئات )
{\displaystyle p_{i}={\frac {1}{Z_{k}(N,V,T)}}\mathrm {e} ^{-{\frac {E_{i}}{k_{\mathrm {B} }T}}}.}
ونحصل على جملة الحالات  التي تشكل المقام في المعادلة السابقة:
{\displaystyle Z_{k}(N,V,T)=\int \mathrm {e} ^{-{\frac {H(\mathbf {p,q} )}{k_{\mathrm {B} }T}}}\,{\frac {d\mathbf {p} d\mathbf {q} }{h^{3N}N!}}.}
حيث {\displaystyle H} هي دالة هاميلتون . وينتج معامل جيبس 
{\displaystyle 1/N!} من تماثل الجزيئات وعدم التفرقة بينها . فلو أهملنا معامل جيبس لحصلنا على عدد N من الحالات التي نفرق بينها وبالتالي عدد {\displaystyle N!} من الحالات الصغرى ، وهذا عدد كبير ليس واقعي : كميتان من نفس الغاز يفصلهما حائل ، ولهما نفس درجة الحرارة ونفس الضغط . فعندما نزيل الحائل ونهمل المعامل {\displaystyle 1/N!} لحصلنا على زيادة في إنتروبيا النظام وهذا مخالف للواقع ، إذ أنه بخلط جزئي نفس الغاز في الظروف الموصوفة لا يحدث تغير للإنتروبيا.

## جملة الحالات لنظام كبير
في النظام الكبير يكون عدد الجزيئات كبيرا جدا ولهذا لا يجرى تعيين حملة الحالات فيه عن طريق عدد الجزيئات وإنما باستخدام الجهد الكيميائي
{\displaystyle \mu } . ويكون احتمال وجود حالة معينة من الحالات الصغرية 
{\displaystyle i} يساوي :
{\displaystyle p_{i}={\frac {1}{Z_{g}(\mu ,V,T)}}\mathrm {e} ^{-{\frac {E_{i}-\mu N_{i}}{k_{\mathrm {B} }T}}}}
حيث {\displaystyle k_{B}} ثابت بولتزمان.
وتكون جملة الحالات :
{\displaystyle Z_{g}(\mu ,V,T)=\sum _{i}\mathrm {e} ^{-{\frac {E_{i}-\mu N_{i}}{k_{\mathrm {B} }T}}}.}
ويمن كتابتها في الصيغة التكاملية أو ما يسمى «تكامل الحالات» :
{\displaystyle Z_{g}(\mu ,V,T)=\sum \limits _{N=0}^{\infty }\int \mathrm {e} ^{-{\frac {E(\mathbf {p,q} )-\mu N}{k_{\mathrm {B} }T}}}\,{\frac {d\mathbf {p} d\mathbf {q} }{h^{3N}N!}}.}
ويمكن حساب جملة الحالات للنظام الكبير عن طريق جملة الحالات واخذ الفوجاسيت
{\displaystyle z=\exp(\mu /k_{\mathrm {B} }T)} في الحسبان ، فنحصل على :
{\displaystyle Z_{g}(\mu ,V,T)=\sum \limits _{N=0}^{\infty }Z_{k}(N,V,T)z^{N}=\sum _{N=0}^{\infty }Z_{k}(N,V,T)\,\mathrm {e} ^{\frac {\mu N}{k_{\mathrm {B} }T}}}.

## حساب الجهود الترموديناميكية
تشتق الكميات الترموديناميكية المميزة لنظام مثل الإنتروبيا S ، و الطاقة الحرة F و الجهد الكيميائي أوميجا بالاستعانة بجملة الحالات :
{\displaystyle {\begin{aligned}S(N,V,E)&=k_{\mathrm {B} }\,\ln Z_{m}(N,V,E)\\F(N,V,T)&=-k_{\mathrm {B} }T\,\ln Z_{k}(N,V,T)\\\Omega (\mu ,V,T)&=-k_{\mathrm {B} }T\,\ln Z_{g}(\mu ,V,T)\end{aligned}}}

## اقرأ أيضا
- طاقة جيبس الحرة
- طاقة كامنة
- معادلة هاميلتون
- تحويل ليجاندر